# Canton de la Presqu'île
Le canton de la Presqu'île est une circonscription électorale française du département de la Gironde.

## Histoire
Un nouveau découpage territorial de la Gironde entre en vigueur à l'occasion des premières élections départementales suivant le décret du 20 février 2014. Les conseillers départementaux sont, à compter de ces élections, élus au scrutin majoritaire binominal mixte. Les électeurs de chaque canton élisent au Conseil départemental, nouvelle appellation du Conseil général, deux membres de sexe différent, qui se présentent en binôme de candidats. Les conseillers départementaux sont élus pour 6 ans au scrutin binominal majoritaire à deux tours, l'accès au second tour nécessitant 12,5 % des inscrits au 1er tour. En outre la totalité des conseillers départementaux est renouvelée. Ce nouveau mode de scrutin nécessite un redécoupage des cantons dont le nombre est divisé par deux avec arrondi à l'unité impaire supérieure si ce nombre n'est pas entier impair, assorti de conditions de seuils minimaux. Dans la Gironde, le nombre de cantons passe ainsi de 63 à 33.
Le canton de la Presqu'île est formé des communes de l'ancien canton de Carbon-Blanc (6 communes) et de communes transférées depuis les cantons modifiés de Lormont (les 2 communes d'Ambès et de Saint-Louis-de-Montferrand) et de Cenon (1 commune : Beychac-et-Caillau). Il est entièrement inclus dans l'arrondissement de Bordeaux. Le bureau centralisateur est situé à Ambarès-et-Lagrave.

## Géographie
Enserré depuis la confluence du bec d'Ambès entre la rive droite de la Garonne et la rive gauche de la Dordogne, le canton de la Presqu'île constitue le territoire le plus au nord de la région naturelle de l'Entre-deux-Mers. Cinq de ses communes (Ambès, Ambarès-et-Lagrave, Saint-Louis-de-Montferrand, Saint-Vincent-de-Paul et Carbon-Blanc) appartiennent à la métropole de Bordeaux, les quatre autres (Sainte-Eulalie, Saint-Loubès, Saint-Sulpice-et-Cameyrac et Beychac-et-Caillau) faisant partie (avec la commune d'Yvrac transférée du canton de Cenon au canton de Lormont) de la communauté de communes du Secteur de Saint-Loubès.

## Représentation
| Période élective | Période élective | Mandat | Mandat   | Identité         | Nuance | Nuance | Qualité                                         |
| ---------------- | ---------------- | ------ | -------- | ---------------- | ------ | ------ | ----------------------------------------------- |
| 2015             | 2021             | 2015   | 2021     | Valérie Drouhaut |        | DVD    | adjointe au maire de Carbon-Blanc jusqu'en 2016 |
| 2015             | 2021             | 2015   | 2021     | Hubert Laporte   |        | UDI    | maire de Sainte-Eulalie                         |
| 2021             | 2028             | 2021   | en cours | Valérie Drouhaut |        | DVD    | Conseillère sortante                            |
| 2021             | 2028             | 2021   | en cours | Hubert Laporte   |        | UDI    | Conseiller sortant                              |

### Résultats détaillés

#### Élections de mars 2015
À l'issue du 1er tour des élections départementales de 2015, deux binômes sont en ballottage : Anne-Laure Bedu et Philippe Garrigue (Union de la Gauche, 32,18 %) et Valérie Drouhaut et Hubert Laporte (DVD, 30,17 %). Le taux de participation est de 48,5 % (16 415 votants sur 33 848 inscrits) contre 50,54 % au niveau départemental et 50,17 % au niveau national.
Au second tour, Valérie Drouhaut et Hubert Laporte (DVD) sont élus avec 51,54 % des suffrages exprimés et un taux de participation de 47,1 % (7 393 voix pour 15 946 votants et 33 855 inscrits).

#### Élections de juin 2021
Le premier tour des élections départementales de 2021 est marqué par un très faible taux de participation (33,26 % au niveau national). Dans le canton de la Presqu'île, ce taux de participation est de 30,12 % (10 951 votants sur 36 361 inscrits) contre 33,41 % au niveau départemental. À l'issue de ce premier tour, deux binômes sont en ballottage : Nordine Guendez et Caroline Thomas (PS, 32,24 %) et Valérie Drouhaut et Hubert Laporte (DVD, 29,22 %).
Le second tour des élections est marqué une nouvelle fois par une abstention massive équivalente au premier tour. Les taux de participation sont de 34,36 % au niveau national, 33,6 % dans le département et 29,93 % dans le canton de la Presqu'île. Valérie Drouhaut et Hubert Laporte (DVD) sont élus avec 51,36 % des suffrages exprimés (5 132 voix pour 10 890 votants et 36 385 inscrits),,.

## Composition
Le canton de la Presqu'île comprend neuf communes entières.
| Nom                                        | Code Insee | Intercommunalité            | Superficie (km2) | Population (dernière pop. légale) | Densité (hab./km2) | Modifier                                    |
| ------------------------------------------ | ---------- | --------------------------- | ---------------- | --------------------------------- | ------------------ | ------------------------------------------- |
| Ambarès-et-Lagrave (bureau centralisateur) | 33003      | Bordeaux Métropole          | 24,76            | 17 298 (2022)                     | 699                | modifier les données · modifier les données |
| Ambès                                      | 33004      | Bordeaux Métropole          | 28,85            | 3 291 (2022)                      | 114                | modifier les données · modifier les données |
| Beychac-et-Caillau                         | 33049      | CC Les Rives de la Laurence | 15,62            | 2 608 (2022)                      | 167                | modifier les données · modifier les données |
| Carbon-Blanc                               | 33096      | Bordeaux Métropole          | 3,86             | 8 342 (2022)                      | 2 161              | modifier les données · modifier les données |
| Saint-Loubès                               | 33433      | CC Les Rives de la Laurence | 25,07            | 10 057 (2022)                     | 401                | modifier les données · modifier les données |
| Saint-Louis-de-Montferrand                 | 33434      | Bordeaux Métropole          | 10,80            | 2 097 (2022)                      | 194                | modifier les données · modifier les données |
| Saint-Sulpice-et-Cameyrac                  | 33483      | CC Les Rives de la Laurence | 15,04            | 4 879 (2022)                      | 324                | modifier les données · modifier les données |
| Saint-Vincent-de-Paul                      | 33487      | Bordeaux Métropole          | 13,88            | 1 016 (2022)                      | 73                 | modifier les données · modifier les données |
| Sainte-Eulalie                             | 33397      | CC Les Rives de la Laurence | 9,06             | 4 922 (2022)                      | 543                | modifier les données · modifier les données |
| Canton de la Presqu'île                    | 3326       |                             | 146,94           | 54 510 (2022)                     | 371                | modifier les données                        |

## Démographie
En 2022, le canton comptait 54 510 habitants, en évolution de +6,43 % par rapport à 2016 (Gironde : +6,91 %, France hors Mayotte : +2,11 %).
| 2013   | 2018   | 2022   |
| ------ | ------ | ------ |
| 47 926 | 52 370 | 54 510 |